# Molicunza
Molicunza (łac. Diocesis Molicunzensis) – stolica historycznej diecezji w Cesarstwie rzymskim, w prowincji Mauretania Sitifense, zlikwidowana w VII w. podczas ekspansji islamskiej, współcześnie w północnej Algierii. Obecnie katolickie biskupstwo tytularne.

## Biskupi
| Lp. | Biskup                   | Funkcja                             | Od             | Do                   |
| --- | ------------------------ | ----------------------------------- | -------------- | -------------------- |
| 1   | Henri Piérard            | emerytowany biskup Beni (Zair)      | 17 maja 1966   | 27 kwietnia 1973     |
| 2   | Tomás Angel Romero Gross | wikariusz apostolski Puyo (Ekwador) | 15 lipca 1973  | 28 lutego 1990       |
| 3   | Cyprian Monis            | biskup pomocniczy Kalkuty (Indie)   | 26 marca 1994  | 24 października 1997 |
| 4   | Rémi Sainte-Marie        | biskup pomocniczy Dedza (Malawi)    | 14 lutego 1998 | 7 września 2000      |
| 5   | Agnelo Rufino Gracias    | biskup pomocniczy Bombaju (Indie)   | 13 marca 2002  |                      |